# 574
Раннє Середньовіччя. Триває чума Юстиніана. У Східній Римській імперії завершилося правління Юстина II, розпочалося правління Тиберія II. Візантійська імперія контролює значну частину володінь колишньої Римської імперії. Лангобарди частково окупували Італію і утворили в ній Лангобардське королівство. Франкське королівство розділене між синами Хлотара I. Іберію займає Вестготське королівство. В Англії розпочався період гептархії.
У Китаї період Північних та Південних династій. На півдні править династія Чень, на півночі — Північна Чжоу та Північна Ці. Індія роздроблена. В Японії триває період Ямато. У Персії править династія Сассанідів. Степову зону Азії та Східної Європи контролює Тюркський каганат.
На території лісостепової України в VI столітті виділяють пеньківську й празьку археологічні культури. VI століття стало початком швидкого розселення слов'ян. У Північному Причорномор'ї співіснують різні кочові племена, зокрема гуни, сармати, булгари, алани, авари.

## Події
- 7 грудня візантійський імператор Юстин II зрікся через часті напади божевілля. Імперію очолив Тиберій II.
- Імператриця Софія та шах Хосрав I погодилися на 1 рік перемир'я в Месопотамії. Війна на Кавказі продовжується.
- Король лангобардів Клеф загинув від руки охоронця, з яким повівся жорстоко. У Королівстві лангобардів розпочалося правління герцогів.
- Візіготи на чолі з Ліувігільдом захопили Кантабрію на півночі Іспанії.
- Святий престол залишився вакантним після смерті Івана III.

## Народились
- Сьотоку Тайсі — японський принц-регент періоду Асука;

## Померли
- Іван III, Папа Римський.
- Клеф, король лангобардів.